# Хумма, Семён
Семён Хумма (по паспорту Семён Фомич Фомин; чув. Хумма Ҫеменӗ; 10 [23] сентября 1903, Яншихово-Норваши, Казанская губерния — 25 сентября 1936, Чебоксары) — чувашский прозаик, поэт, драматург, переводчик.
С 1934 года член Союза писателей СССР.

## Биография
Окончив Шихасанчкую 2-классную школу, продолжил обучение в сельской 2-ступенчатой школе. С 1920 работал в газете «Канаш» (Казань). Учился на вечернем отделении в техникуме землеустройства.
После образования Чувашской автономии вместе с редакцией переехал в Чебоксары. Трудился на должностях литработника, заведующего отделом, ответственного секретаря и заместителя редактора. В 1926 году посетил Среднюю Азию и Кавказ.
В одно время работал в редакции газеты «Туркменская искра» (Ашхабад).
В 1927—1932 гг. работал корректором в Чебоксарской типографии. В 1932—1936 гг. готовил к изданию художественные книги в Чувашском книжном издательстве.
Умер после тяжёлой болезни 25 сентября 1936 года в Чебоксарах. Похоронен на мемориальном кладбище города Чебоксары.

## Книги
Хумма Сьемен писал рассказы, стихи, повести, романы, очерки и статьи, также переводил с русского на чувашский произведения Н. Некрасов, А. Кольцова, А. Фета, Ян Райниса, Г. Тукая, У. Уитмена, В. Гюго, Д. Рида, В. Короленко и других мастеров пера.
Печатался с 1923 г.
Избранные произведения
- «Юрӑ-сӑвӑсем» (Песни-стихи, 1922);
- «Выҫлӑх ҫулсем» (Голодные годы, 1924);
- «Ача чухнехи» (Детство, 1931);
- «Суйласа илнисем» (Избранное, 1960);
- «Штрум» (1975);
- «Пирӗн вӑй» (Наша сила, 1982);

Публикации на русском языке
- Фомин С. Ф. Воскресение Орфея : Рассказы и повести / Пер. с чуваш. И. Митта. — Чебоксары: Чуваш. кн. изд-во, 1987. — 173 с. — (Содерж.: Повести: Шторм; Детство; Лихая година. Рассказы: Воскресение орфея; Наша сила; Ведьмы на кладбище; На станции; Ночная дорога; Необычная пасха). — 10 000 экз.